# Éditions de l'Épervier
Les Éditions de l'Épervier sont une maison d'édition de sensibilité libertaire, fondée en 2010. Elle appartient à la société les Eperviers Réunis.

## Présentation
Les Éditions de l’Épervier sont spécialisées dans la publication de textes révolutionnaires et contestataires. Si elles privilégient l'héritage de la pensée libertaire, elles proposent également une lecture réactualisée des grands auteurs classiques. Elles publient enfin des textes inédits ou traduits pour la première fois en français, ainsi que des essais.

## Histoire
N'ayant pas atteint des objectifs la société a été volontairement liquidée en date du 5 février 2018.

## Auteurs publiés
Philosophie
- Montaigne, Montesquieu, Rousseau, Voltaire, Diderot, Proudhon, Bakounine, Kropotkine, Michael Paraire

Histoire
- Las Casas, Denis O'Hearn, Henri Alleg, Alban Liechti

Politique
- Louise Michel, Sébastien Faure, Rosa Luxemburg, Karl Liebknecht

Littérature
- Goethe, Schiller, Lessing, Lord Byron, Shelley, Victor Hugo, Lamartine

Musique
- Georges Brassens, Philippe Paraire, Laurent Lavige

## Liste des publications par collection
Les Grands Combats de la liberté
- Sur les traces du génocide amérindien, Las Casas, Montaigne, Chef See-ahth, 2011,  (ISBN 2361940116)
- À bas la guerre ! À bas le gouvernement ![4], Rosa Luxemburg, Karl Liebknecht, 2011  (ISBN 2361940108)
- Louise Michel - Sébastien Faure. Discours et articles, Louise Michel, Sébastien Faure, 2010  (ISBN 2361940035)
- Proudhon - Bakounine - Kropotkine. La Révolution libertaire, Proudhon, Bakounine, Kropotkine, 2010  (ISBN 2361940043)
- Marx - Proudhon. Discours, écrits et lettres, Marx, Proudhon, 2010  (ISBN 2361940027)
- Victor Hugo - Lamartine. Discours et lettres[5], Victor Hugo, Lamartine, 2010  (ISBN 2361940000)
- Montesquieu - Rousseau. Discours et écrits, Montesquieu, Rousseau, 2010  (ISBN 2361940051)

Avant-garde
- Bobby Sands, jusqu'au bout[6],[7], Denis O'Hearn, 2011  (ISBN 2361940124)

Les Écrivains engagés
- Byron - Shelley. Écrits romantiques et rebelles[8],[9], Lord Byron, Percy B. Shelley, 2011  (ISBN 2361940078)
- Goethe - Schiller - Lessing. Écrits sur les Lumières et la philosophie de l'histoire[10], Goethe, Schiller, Lessing, 2010  (ISBN 2361940078)
- La Fontaine - Brassens. Fables et chansons satiriques et rebelles[1],[11], Jean de La Fontaine, Georges Brassens, 2010  (ISBN 2361940086)
- Voltaire - Diderot. Éloge de la raison et autres textes, Voltaire, Diderot, 2010  (ISBN 2361940019)

Pour aller plus loin
- Femmes philosophes, femmes dissidentes, Michael Paraire, 2012  (ISBN 2361940167)
- Comprendre les grands philosophes[12], Michael Paraire, 2011, édition revue et augmentée en 2012  (ISBN 2361940140)
- Intelligence du matérialisme[13],[14], Benoît Schneckenburger, 2013  (ISBN 978-2-36194-020-1)

La Parole aux témoins
- Au cœur de la Révolution française[15], 2012 (ISBN 2361940175)
- Les Soldats du refus pendant la guerre d'Algérie[16],[17], Henri Alleg, Alban Liechti, et al., 2012  (ISBN 2361940132)

Les Essais
- Michel Onfray, une imposture intellectuelle[18],[19],[20], Michael Paraire, 2013,  (ISBN 2361940183)
- Philosophie du blues[21],[22],[23], Philippe Paraire, 2012  (ISBN 2361940159)

Les Musicales
- Ma Black Musique[24], Laurent Lavige, 2013  (ISBN 2361940191)